# 國防部 (威瑪共和國)
國防部（德語：Reichswehrministerium）是魏瑪共和國和第三帝國早期的國防部。1919年魏瑪憲法規定了一個統一的國家國防部來管理新的國家防卫軍，該部於1919年10月從原有的普魯士戰爭部和帝國海軍部成立。它位於柏林的Bendlerblock大樓內。1935年5月21日的國防法將其更名為帝國戰爭部（德語：Reichskriegsministerium），隨後在1938年被廢除，取而代之的是納粹德國的國防軍最高統帥部。